# 顺阳公主 (前秦)

顺阳公主苻氏（生於356年以前—？），前秦公主，壮烈天王苻坚的长女，嫁给杨璧。
前秦建元二十一年（385年），苻堅兵败出走，后被姚苌杀害。太子苻宏无法支撑，自长安逃至下辨投靠驸马杨璧，被杨璧拒之门外。顺阳公主怒斥丈夫不义，离开了丈夫，出城随弟弟而去。姊弟归顺了东晋，晋孝武帝下诏处之于江州。